# TWA Flight Center
Le TWA Flight Center (ou Terminal 5 de l'aéroport international John-F.-Kennedy) est un terminal de l'aéroport international de New York-John F. Kennedy situé à New York et dessiné par Eero Saarinen. Utilisé comme terminal de la Trans World Airlines de son inauguration en 1962 à sa fermeture en 2001, il est aujourd'hui devenu le TWA Hotel (en). 
Son esthétique atypique, reprenant des codes stylistiques des architectures futuriste, néo-futuriste et googie, en font aujourd'hui un bâtiment listé au Registre national des lieux historiques (NRHP). 

## Présentation
Conçu et dessiné par l'architecte américano-finlandais Eero Saarinen pour la Trans World Airlines, il fut inauguré le 28 mai 1962. Eero Saarinen décéda en 1961, le projet fut terminé par Kevin Roche et John Dinkeloo.
Le terminal cessa ses opérations en octobre 2001, à la suite de la dégradation financière de TWA depuis les années 1990 et son rachat par American Airlines la même année.
Le terminal fut ensuite inoccupé, seulement ouvert au public lors de quelques expositions ponctuelles, dont la performance VB54 Terminal 5 de Vanessa Beecroft en 2004. Son architecture et sa conception, révolutionnaires pour l'époque, le rendent cependant inadapté aux nouvelles contraintes de sécurité mises en place après les attentats du 11 septembre 2001.
En 2005, le bâtiment fut intégré au Registre national des lieux historiques (NRHP).
La compagnie aérienne JetBlue Airways, qui occupa le terminal 6 de l'aéroport, commença en décembre 2005 la construction d'un nouveau terminal 5 afin de s'y transférer. Le projet initial prévoyait de réaménager le TWA Flight Center comme porte d'entrée du nouveau bâtiment. L'inauguration de ce nouveau terminal 5 eut lieu le 22 octobre 2008, sans que l'aménagement du TWA Flight Center soit concrétisé. 
Le 27 juillet 2015, le gouverneur de l'État de New York Andrew Cuomo annonça la transformation du TWA Flight Center en un hôtel. Le projet aboutit, et le TWA Flight Center abrite désormais le TWA Hotel (en), un hôtel de 505 chambres qui fut inauguré le 15 mai 2019.

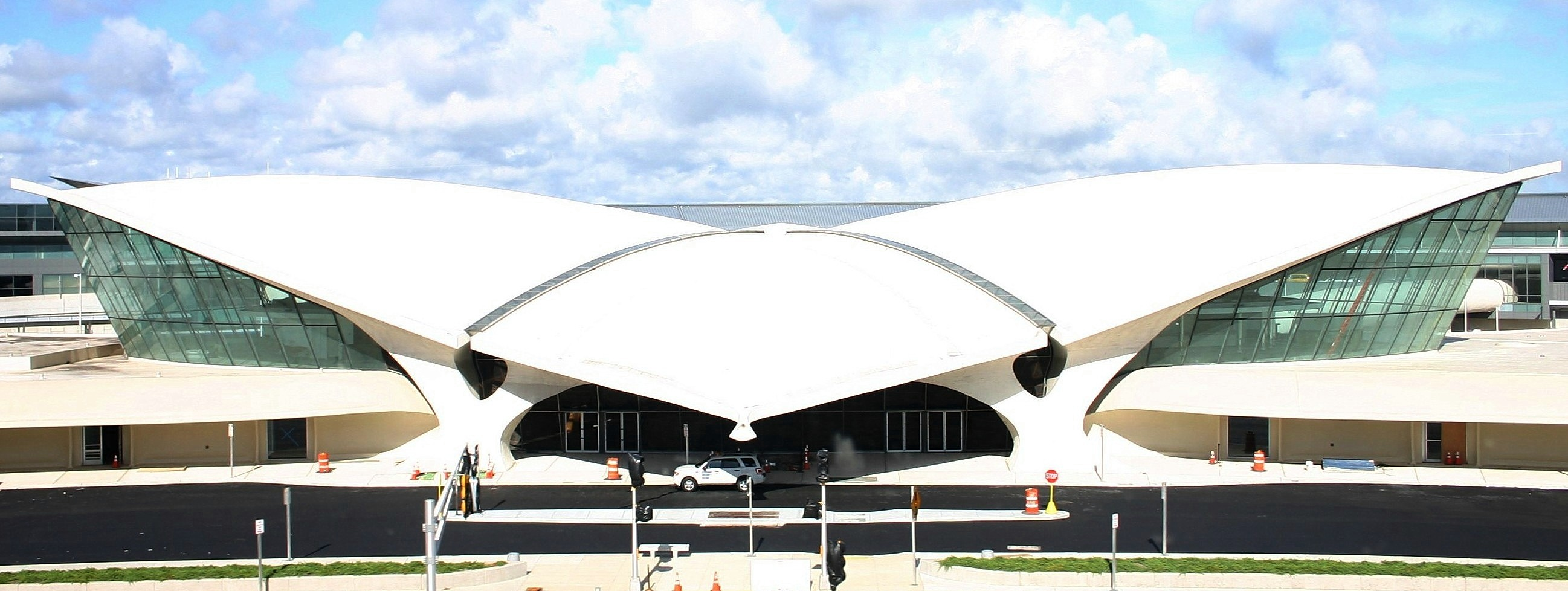

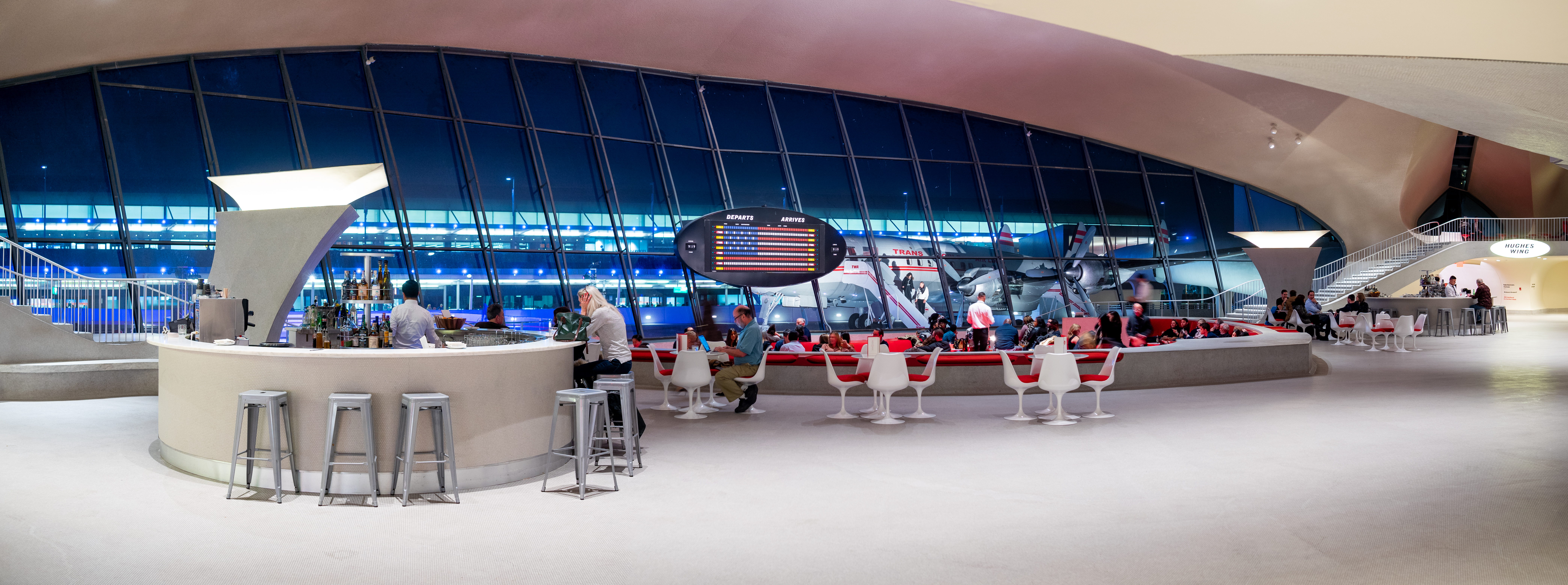
Le TWA Hotel utilise l'entrée du TWA Flight Center. Photo février 2020.

## Dans la culture
Le TWA Flight Center est apparu dans de nombreux films :
- Deuxième épisode de la saison 3 de Columbo intitulé Quand le vin est tiré (1973)
- Arrête-moi si tu peux[6] (2002)
- Troisième épisode de la saison 4 d'Outlander intitulé "The false bride"